# أحمد آل نعمة
أحمد آل‌ نعمة (مواليد 20 أكتوبر 1982) هو لاعب كرة قدم. يلعب مع منتخب إيران لكرة القدم. سبق له أن لعب في كأس العالم لكرة القدم مع منتخب بلاده.

## الروابط الخارجية
- أحمد آل‌ نعمة على موقع الاتحاد الدولي (مؤرشف)  (الإنجليزية)
- أحمد آل‌ نعمة على موقع قاعدة بيانات كرة القدم.إي يو (الإنجليزية)
- أحمد آل‌ نعمة على موقع ناشيونال فوتبول تيمز (الإنجليزية)
- أحمد آل‌ نعمة على موقع Soccerway.com (الإنجليزية)
- أحمد آل‌ نعمة على موقع AS.com (الإسبانية)